# Louans
Louans és un municipi francès, situat al departament de l'Indre i Loira i a la regió de Centre – Vall del Loira. L'any 2007 tenia 604 habitants.

## Demografia

### Població
El 2007 la població de fet de Louans era de 604 persones. Hi havia 232 famílies, de les quals 52 eren unipersonals (36 homes vivint sols i 16 dones vivint soles), 76 parelles sense fills, 92 parelles amb fills i 12 famílies monoparentals amb fills.
La població ha evolucionat segons el següent gràfic:
Habitants censats

### Habitatges
El 2007 hi havia 267 habitatges, 236 eren l'habitatge principal de la família, 19 eren segones residències i 12 estaven desocupats. 263 eren cases i 3 eren apartaments. Dels 236 habitatges principals, 191 estaven ocupats pels seus propietaris, 39 estaven llogats i ocupats pels llogaters i 6 estaven cedits a títol gratuït; 2 tenien dues cambres, 28 en tenien tres, 68 en tenien quatre i 138 en tenien cinc o més. 191 habitatges disposaven pel capbaix d'una plaça de pàrquing. A 74 habitatges hi havia un automòbil i a 144 n'hi havia dos o més.

### Piràmide de població
La piràmide de població per edats i sexe el 2009 era:
| Homes | Edats   | Dones |
| ----- | ------- | ----- |
| 0     | 95 o +  | 0     |
| 0     | 90 a 94 | 4     |
| 12    | 85 a 89 | 12    |
| 8     | 80 a 84 | 12    |
| 4     | 75 a 79 | 16    |
| 12    | 70 a 74 | 12    |
| 0     | 65 a 69 | 8     |
| 20    | 60 a 64 | 0     |
| 4     | 55 a 59 | 20    |
| 24    | 50 a 54 | 20    |
| 20    | 45 a 49 | 8     |
| 32    | 40 a 44 | 8     |
| 28    | 35 a 39 | 32    |
| 12    | 30 a 34 | 20    |
| 8     | 25 a 29 | 12    |
| 8     | 20 a 24 | 20    |
| 4     | 15 a 19 | 20    |
| 12    | 10 a 14 | 24    |
| 24    | 5 a 9   | 12    |
| 16    | 0 a 4   | 12    |

## Economia
El 2007 la població en edat de treballar era de 385 persones, 317 eren actives i 68 eren inactives. De les 317 persones actives 297 estaven ocupades (161 homes i 136 dones) i 20 estaven aturades (6 homes i 14 dones). De les 68 persones inactives 29 estaven jubilades, 26 estaven estudiant i 13 estaven classificades com a «altres inactius».

### Ingressos
El 2009 a Louans hi havia 241 unitats fiscals que integraven 631,5 persones, la mediana anual d'ingressos fiscals per persona era de 17.841 €.

### Activitats econòmiques
Dels 30 establiments que hi havia el 2007, 1 era d'una empresa alimentària, 1 d'una empresa de fabricació d'elements pel transport, 3 d'empreses de fabricació d'altres productes industrials, 11 d'empreses de construcció, 4 d'empreses de comerç i reparació d'automòbils, 1 d'una empresa d'hostatgeria i restauració, 2 d'empreses d'informació i comunicació, 5 d'empreses de serveis i 2 d'entitats de l'administració pública.
Dels 10 establiments de servei als particulars que hi havia el 2009, 1 era un taller de reparació d'automòbils i de material agrícola, 1 paleta, 1 guixaire pintor, 3 fusteries, 1 lampisteria, 2 electricistes i 1 veterinari.
L'únic establiment comercial que hi havia el 2009 era una fleca.
L'any 2000 a Louans hi havia 22 explotacions agrícoles que ocupaven un total de 1.368 hectàrees.

## Equipaments sanitaris i escolars
El 2009 hi havia una escola elemental.

## Poblacions més properes
El següent diagrama mostra les poblacions més properes.